# Занджир
Занджир (в переводе с перс. زنجیر‎ — «цепь»; 7 января 1992 — 16 ноября 2000, Мумбаи) — знаменитая поисковая собака, служившая в полиции Мумбаи, лабрадор-ретривер. За выдающиеся заслуги в поиске бомб и прочего оружия, в частности во время терактов в Бомбее в 1993 году, после смерти был удостоен похорон со всеми почестями.

## Служба
Занджир проходил подготовку в Центре подготовки собак при Департаменте расследования преступлений в Пуне. 29 декабря 1992 года он поступил в Отряд обнаружения и уничтожения бомб полиции Мумбаи, где им руководили Ганеш Андале и В. Г. Раджпут. Пёс был назван в честь одноимённого фильма 1973 года (в русском переводе — «Затянувшаяся расплата»); его также называли Джинджер (с англ. — «рыжий») за цвет шерсти. Помимо участия в операции по предотвращению взрывов в Бомбее в 1993 году за свою карьеру Занджир помог обнаружить 11 военных бомб, 57 самодельных взрывных устройств, 175 зажигательных бомб и 600 детонаторов.
Во время террористических актов 1993 года Занджир участвовал в предотвращении новых взрывов в Бомбее, Мумбре и Тхане. Сначала 15 марта он помог обнаружить гексогеновую бомбу на улице Дханджи. Затем рядом с индуистским храмом в Южном Бомбее с его помощью в 10 бесхозных чемоданах были обнаружены три автомата «Тип 56», пять девятимиллиметровых пистолетов и 200 гранат. Несколько дней спустя на базаре Завери в Южном Бомбее Занджир помог обследовать два брошенных чемодана, содержавших девять автоматов «Type 56».

## Смерть
К восьми годам у Занджира развились отёки лёгких и подушечек лап, от которых он умер 16 ноября 2000 года. Его похороны проходили со всеми почестями, на них присутствовали сотрудники полиции в высоких званиях.